# 개암사
개암사(開巖寺)는 전북특별자치도 부안군 상서면 감교리 변산(邊山) 기슭에 있는 사찰이다. 대한불교조계종 제24교구 본사인 선운사(禪雲寺)의 말사이다.634년에 묘련(妙蓮)이 창건한 백제의 고찰이다. 개암이라는 이름은 기원전 282년 변한의 문왕이 진한과 마한의 난을 피하여 이곳에 도성을 쌓을 때, 우(禹)와 진(陳)의 두 장군으로 하여금 좌우 계곡에 왕궁전각을 짓게 하였는데, 동쪽을 묘암(妙巖), 서쪽을 개암이라고 한 데서 비롯되었다. 676년에는 원효와 의상이 이곳에 이르러 우금암(禹金巖) 밑의 굴 속에 머물면서 중수하였다. 1314년 원감국사(圓鑑國師)는 조계산 송광사에서 이곳 원효방(元曉房：우금굴)으로 와서 지금의 자리에서 절을 중창하여 대찰의 면모를 갖추게 되었다.특히 뒤의 바위상을 배경으로 한 팔작지붕의 대웅전은 규모에 비해 민흘림으로 된 굵은 기둥을 사용하였으며 그 중 우주는 더욱 굵어 안정감을 주며 공포의 일부 조각이 힘있게 처리되어 장중한 외관을 구성한다. 건물 내·외부의 용두 및 봉황 등의 조각과 불단 위의 화려한 닫집수법은 세련미를 표출하고 있다.전체적으로 개암사 대웅전은 외관이 장중하고 비례적으로 안정되어 있지만 수법과 내부공간은 화려한 장식에 치우쳐 있어 백제의 안정감, 조선 중기의 다포의 장중함, 조선 후기의 장식적인 경향을 모두 볼 수 있는 것이 특징이다. 대웅전은 보물 제292호로 지정되어 있다.

## 같이 보기
- 부안 개암사 응진전 16나한상